# Viện Sinh học Thực nghiệm Nencki
Viện Sinh học Thực nghiệm Nencki là một tổ chức nghiên cứu khoa học thuộc Viện Hàn lâm Khoa học Ba Lan, có trụ sở tại Warsaw. Viện được thành lập vào năm 1918, đây là một trong những tổ chức hàng đầu của cả nước về các lĩnh vực sinh học thần kinh, sinh học phân tử và hóa sinh. 

## Lịch sử
Viện Sinh học Thực nghiệm Nencki được thành lập vào năm 1918, ngay sau khi Ba Lan trở thành một quốc gia độc lập. Viện bao gồm 3 phòng thí nghiệm được liên kết với Hội Khoa học Warsaw: Phòng thí nghiệm Sinh học thần kinh (được thành lập từ năm 1911), Phòng thí nghiệm Sinh lý học (được thành lập từ năm 1913) và Phòng thí nghiệm Sinh học tổng hợp (được thành lập năm 1913). Viện được thành lập bởi Marceli Nencki và cộng sự của ông là Nadine Sieber-Shumova đến từ Berne và St. Petersburg. [1] 
Trong hai thập kỷ tiếp theo, Viện đã có những đóng góp đáng kể trong lĩnh vực nghiên cứu sinh học ở Ba Lan. Trong đó, một trong những nhà sinh lý học thần kinh nổi tiếng của Ba Lan đó là Jerzy Konorski, người đã phát hiện ra phản xạ có điều kiện thứ cấp cũng làm việc tại đây. Trong Chiến tranh thế giới thứ hai, Viện chịu nhiều thiệt hại nghiêm trọng, trong đó, hơn một chục nhân viên của Viện đã thiệt mạng và các cơ sở dữ liệu liên quan cũng bị phá hủy.
Các nhân viên còn sống sót bao gồm các giáo sư: Jan Dembowski, Jerzy Konorski và Włodzimierz Niemierko đã khôi phục lại Viện Sinh học Thực nghiệm Nencki. Năm 1952, Viện được sáp nhập vào Viện Hàn lâm Khoa học Ba Lan. Giám đốc của Viện lúc bấy giờ là Giáo sư Dembowski. Trong giai đoạn 1953-1955, trụ sở của Viện được đặt tại Số 3 đường Pasteur ở Warsaw. 
Các nhân viên còn sống sót bao gồm các giáo sư: Jan Dembowski, Jerzy Konorski và Włodzimierz Niemierko đã khôi phục lại Viện Sinh học Thực nghiệm Nencki. Năm 1952, Viện được sáp nhập vào Viện Hàn lâm Khoa học Ba Lan. Giám đốc của Viện lúc bấy giờ là Giáo sư Dembowski. Trong giai đoạn 1953-1955, trụ sở của Viện được đặt tại Số 3 đường Pasteur ở Warsaw. 

## Những hoạt động gần đây
Năm 1990, Viện trở thành một tổ chức nằm trong Mạng lưới sinh học phân tử và tế bào toàn cầu (MCBN) thuộc UNESCO. Viện tuyển dụng các nhà nghiên cứu mới và cấp khoảng 15 bằng tiến sĩ hàng năm. Viện liên kết với Đại học Khoa học Xã hội và Nhân văn SWPS đào tạo trình độ tiến sĩ. 

## Cơ cấu tổ chức
Các phòng thuộc Viện Sinh học Thực nghiệm là: 
Phòng Sinh học tế bào
Phòng Hóa sinh
Phòng Sinh học phân tử và tế bào
Phòng Sinh lý thần kinh
Trung tâm Sinh học thần kinh
Viện cũng có phòng thí nghiệm tế bào học, phòng kính hiển vi điện tử, phòng thí nghiệm tin học và một thư viện nhỏ.

## Học giả nổi tiếng
Một trong những học giả hàng đầu của Ba Lan từng làm việc tại đây là Leszek Kaczmarek. 

## Liên kết ngoại
- Trang web chính thức Lưu trữ ngày 22 tháng 7 năm 2019 tại Wayback Machine (tiếng Anh)